# Peter de Ru
Peter Gerrit Jouke de Ru, född 8 december 1946 i Oostkapelle i Nederländerna, är en svensk fotograf.
Peter de Ru flyttade till Sverige från Nederländerna 1969. Han studerade tyska på Göteborgs universitet och utbildade sig i fotografi 1971–74 på Christer Strömholms fotoskola i Stockholm. 
Han gjorde fotoreportage för ETC 1980–85. Under några år på 1970- och 80-talen undervisade han på Konsthögskolan Valand i Göteborg och Beckmans designhögskola i Stockholm. 
Han är gift med konstnären Susann Wallander.